# Melilotus
Los tréboles de olor constituyen el género Melilotus, dentro de la familia de las leguminosas Fabaceae. Los miembros de este género se conocen como pastos comunes en pasturas y se consideran malezas entre plantas cultivadas. Originarios de Europa y de Asia, son ahora cosmopolitos. Las plantas de Melilotus son alimento de larvas de algunas especies de Lepidoptera, incluyendo las del género Coleophora (C. frischella y C. trifolii). La especie Trigonella caerulea no pertenece al género, aunque se lo invoca como melilotus azul.

## Descripción
Es una planta herbácea, anual o bisanual, con raíz pivotante, de 0.4 a 1m de altura, lampiña, con hojas compuestas, trifoliadas, que recuerdan las de la alfalfa, ligeramente dentadas, con estípulas lanceoladas. Las flores son pequeñas, de 4 a 7 mm, amarillas, olorosas y agrupadas, de 30 a 70, en racimos delgados, que arrancan de la axila de las hojas superiores y son más largos que ellas, con el estandarte más largo que los otros pétalos, con 10 estambres, 9 que forman haz y otro libre. El fruto es una legumbre pequeña, de unos 3mm, ovoidea, apiculada, verde amarillenta, con arrugas transversales, que contiene una o dos semillas lisas, redondeadas y amarillentas. Florece en mayo y perdura su floración todo el verano. 
La planta tiene un sabor ligeramente amargo y al secarse desprende un intenso olor a cumarina.

## Espaciamiento
La densidad óptima de plantación es de unas 400.000 plantas por ha. La siembra se hace en filas separadas entre sí unos 50 cm, tanto en la siembra manual, como en la realizada con sembradora, se procurará espaciar los pies entre sí unos 5 cm.

## Taxonomía
El género fue descrito por (L.) Mill. y publicado en The Gardeners Dictionary...Abridged...fourth edition 2:. 1754.
Etimología
Melilotus: nombre genérico que deriva de las palabras griegas:  meli que significa "miel", y lotos, una leguminosa.

## Especies

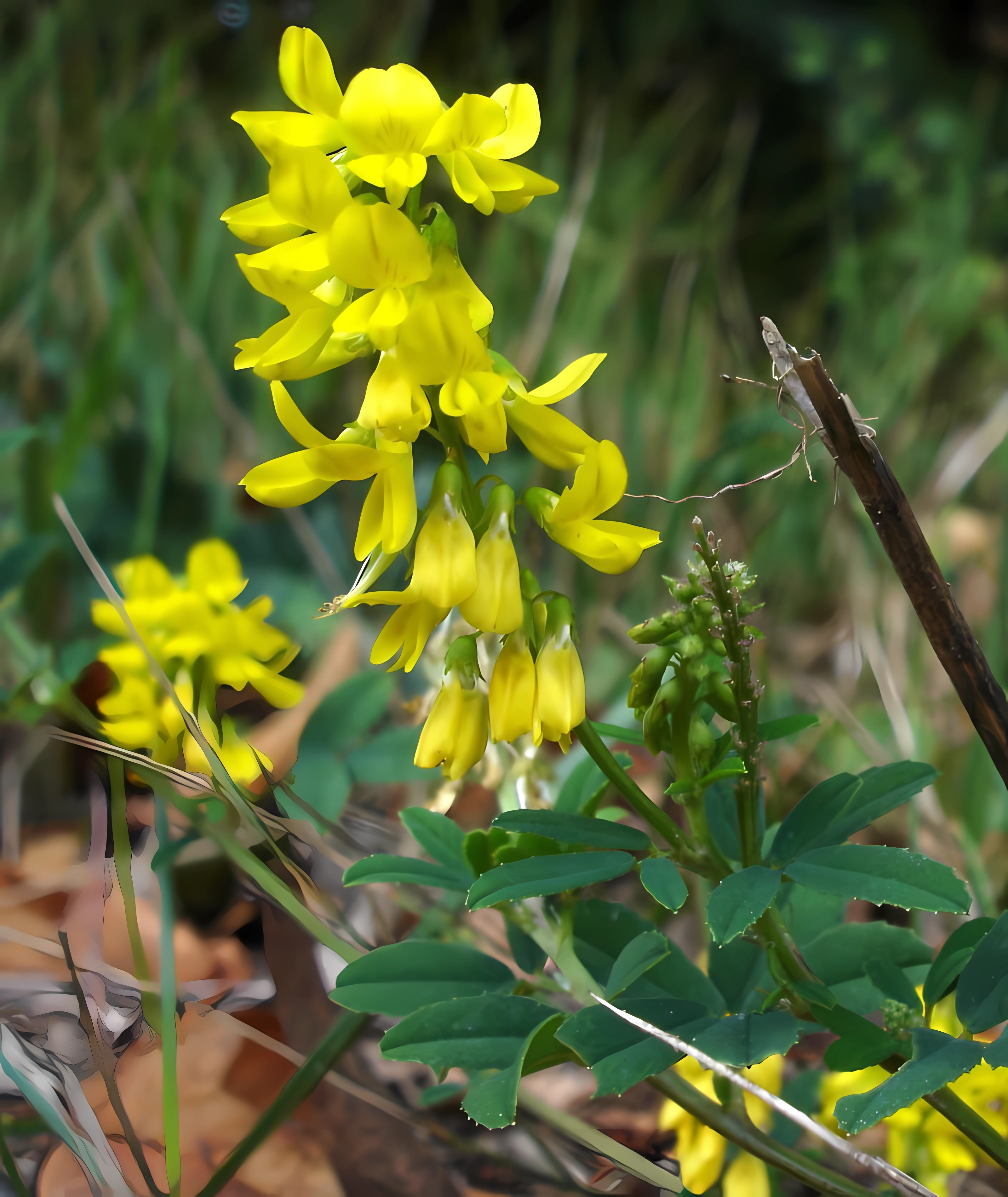
Fotografía de la especie Melilotus altissimus.

Melilotus albus

Melilotus altissimus

Melilotus dentatus

Melilotus elegans

Melilotus hirsutus

Melilotus indicus

Melilotus infestus

Melilotus italicus

Melilotus macrocarpus

Melilotus messanensis

Melilotus neapolitanus

Melilotus officinalis

Melilotus polonicus

Melilotus segetalis

Melilotus serratifolius

Melilotus speciosus

Melilotus suaveolens

Melilotus sulcatus

Melilotus tauricus

Melilotus wolgicus
Ref: ILDIS noviembre de 2005